# Le Trésor de l'oncle Ernest
Le Trésor de l’oncle Ernest est un livre-jeu d’aventure et de réflexion écrit et conçu par Éric Viennot. Publié en 2000 et édité par les éditions Albin Michel, il est dérivé de la série de jeux vidéo Les Aventures de l'oncle Ernest.